# Filip Uremović
Filip Uremović (Požega, 11 de febrero de 1997) es un futbolista croata que juega en la demarcación de defensa para el Kawasaki Frontale de la J1 League.

## Selección nacional
Tras jugar en la selección de fútbol sub-19 de Croacia y con la sub-21, finalmente hizo su debut con la Croacia el 8 de septiembre de 2020. Lo hizo en un partido de la Liga de Naciones de la UEFA contra Francia que finalizó con un resultado de 4-2 tras los goles de Antoine Griezmann, Dayot Upamecano, Olivier Giroud y un autogol de Dominik Livaković para Francia, y de Dejan Lovren y Josip Brekalo para Croacia.

## Clubes
| Club                            | País       | Año       | Partidos | Goles |
| ------------------------------- | ---------- | --------- | -------- | ----- |
| H. N. K. Cibalia                | Croacia    | 2015-2016 | 13       | 0     |
| G. N. K. Dinamo Zagreb II       | Croacia    | 2016-2017 | 45       | 2     |
| G. N. K. Dinamo Zagreb          | Croacia    | 2017      | 1        | 0     |
| N. K. Olimpija Ljubljana        | Eslovenia  | 2018      | 20       | 1     |
| F. C. Rubin Kazán               | Rusia      | 2018-2022 | 97       | 1     |
| Sheffield United F. C. (cedido) | Inglaterra | 2022      | 3        | 0     |
| Hertha Berlín                   | Alemania   | 2022-2023 | 23       | 1     |
| H. N. K. Hajduk Split           | Croacia    | 2023-2025 | 64       | 4     |
| Kawasaki Frontale               | Japón      | 2025-     |          |       |

## Palmarés

### Campeonatos nacionales
| Título                    | Club                     | País      | Año  |
| ------------------------- | ------------------------ | --------- | ---- |
| Segunda Liga de Croacia   | H. N. K. Cibalia         | Croacia   | 2016 |
| Copa de Croacia           | G. N. K. Dinamo Zagreb   | Croacia   | 2018 |
| Primera Liga de Eslovenia | N. K. Olimpija Ljubljana | Eslovenia | 2018 |
| Copa de Eslovenia         | N. K. Olimpija Ljubljana | Eslovenia | 2018 |